# Гуйде
36°02′21″ пн. ш. 101°25′37″ сх. д. / 36.03916° пн. ш. 101.42707° сх. д.
Гуйде (також Чига, кит. 贵德县, пін. Guìdé Xiàn, трансліт. Trika) — один із повітів КНР у складі Хайнань-Тибетської автономної префектури, провінція Цінхай. Адміністративний центр — містечко Хеїнь.

## Географія
Гуйде у середньому лежить на висоті близько 2230 метрів над рівнем моря (перепад висот у діапазоні від 2170 до 5011 метрів) на південь від гір Лацзішань на Тибетському плато у верхів'ях Хуанхе.

### Клімат
Повіт знаходиться у зоні, котра характеризується континентальним субарктичним кліматом. Найтепліший місяць — липень із середньою температурою 19,4 °C. Найхолодніший місяць — січень, із середньою температурою -5,1 °С.
| Клімат повіту Гуйде                                | Клімат повіту Гуйде | Клімат повіту Гуйде | Клімат повіту Гуйде | Клімат повіту Гуйде | Клімат повіту Гуйде | Клімат повіту Гуйде | Клімат повіту Гуйде | Клімат повіту Гуйде | Клімат повіту Гуйде | Клімат повіту Гуйде | Клімат повіту Гуйде | Клімат повіту Гуйде | Клімат повіту Гуйде |
| Показник                                           | Січ.                | Лют.                | Бер.                | Квіт.               | Трав.               | Черв.               | Лип.                | Серп.               | Вер.                | Жовт.               | Лист.               | Груд.               | Рік                 |
| Середній максимум, °C                              | 3,9                 | 7,8                 | 13,3                | 18,6                | 21,6                | 24,3                | 26,5                | 26,1                | 21,5                | 16,4                | 10,7                | 5,2                 | 16,3                |
| Середня температура, °C                            | −5,1                | −1                  | 4,7                 | 10,3                | 14                  | 17,2                | 19,4                | 18,9                | 14,1                | 7,8                 | 1,1                 | −4                  | 8,1                 |
| Середній мінімум, °C                               | −11,8               | −7,8                | −2,2                | 2,8                 | 6,7                 | 10,3                | 12,7                | 12,5                | 8,6                 | 1,8                 | −5,4                | −10,5               | 1,5                 |
| Норма опадів, мм                                   | 0.5                 | 0.5                 | 2.7                 | 14.6                | 32.7                | 41.3                | 50.5                | 54.7                | 42.7                | 14.2                | 2.1                 | 0.3                 | 256.8               |
| Вологість повітря, %                               | 42                  | 39                  | 38                  | 42                  | 51                  | 58                  | 60                  | 61                  | 66                  | 61                  | 50                  | 46                  | 51                  |
| -------------------------------------------------- | ------------------- | ------------------- | ------------------- | ------------------- | ------------------- | ------------------- | ------------------- | ------------------- | ------------------- | ------------------- | ------------------- | ------------------- | ------------------- |
| Джерело: Дані метеостанції №52868 (КНР, 1991-2020) |                     |                     |                     |                     |                     |                     |                     |                     |                     |                     |                     |                     |                     |